# فيكتوريا روبرتس (مجدفة)
فيكتوريا روبرتس (بالإنجليزية: Victoria Roberts)‏ هي مجدفة أسترالية، ولدت في 10 مارس 1978 في لندن في المملكة المتحدة.

## وصلات خارجية
- فيكتوريا روبرتس على موقع الاتحاد الدولي للتجديف (الإنجليزية)
- فيكتوريا روبرتس على موقع اللجنة الأولمبية الدولية (الإنجليزية)
- فيكتوريا روبرتس على موقع أوليمبيديا (الإنجليزية)
- فيكتوريا روبرتس على موقع اللجنة الأولمبية الأسترالية (الإنجليزية)